# Šiško Gundulić
Šiško (Šišmundo) Gundulić (u izvorima na talijanskom i kao: Sigismondo Gondola) (oko 1634. – 16. rujna 1682.) je bio hrvatski pjesnik i dramatik. Pripadnik je dubrovačke plemićke obitelji Gundulić.
Sin je hrvatskog pjesnika Ivana Gundulića i Nike Sorkočević, otac Dživa Gundulića i brat austrijskog generala Frana Gundulića. Bio je knez Dubrovačke Republike.
Ženio se dva puta. Prva supruga nije poznata, a druga je bila Katarina de Nale, s kojom je imao četvero djece: Frano Ivan Gundulić (1675 – 1742) koji je kasnije postao austrijski general konjaništva, već spomenutog pjesnika Dživu, Jeronima te Šiška Frana.
Umro je u palači Sponzi 1682. godine.
Kao i otac mu, pisao je pjesme, no nije dosegao njegovu razinu. Objavio je dramu u stihovima Sunčanicu.

## Djela
- Suncjaniza: prikasagne polusgjalostivo gospara Giva Sciscka Gondole, tiskana 1840. u Dubrovniku